# 정릉도서관
정릉도서관은 서울특별시 성북구 정릉동 소재의 도서관이다.

## 연혁
- 2012년 8월 28일 아동관도서관(가칭) 조성·운영계획 수립(성북구)
- 2012년 10월 24일 아동관도서관TF 구성
- 2013년 5월 3일 정릉도서관 개관
- 2013년 6월 상호대차 서비스 시작 / 휴먼라이브러리 '정릉골 사람들이 이야기를 읽는다' 개최
- 2013년 7월 여름방학특강 프로그램 운영 시작 / 성인 인문학 독서회 운영
- 2013년 8월 '책읽는 고대부고' 이옥수 작가와의 만남 개최
- 2013년 9월 독서의달 행사 운영 / 가을문화프로그램 운영 시작
- 2013년 10월 '도서관에서 하룻밤' 1박2일 개최 / 초등,청소년 독서회 운영
- 2013년 11월 '우리아이 현장학습 내가 시킨다' 송용진 작가와의 만남 개최 / 문학기행'황순원 소나기마을' 운영
- 2013년 12월 크리스마스기념 음악극 '크리스마스 선물' 개최 / '조혜란 작가와 그림책 조혜란 작가와의 만남 개최

## 시설현황
- 지상2층: 햇살방(어린이실), 행복한서재(종합자료실), 청소년코너, 정보검색코너/자료검색대, 정기간행물 코너, 정보서비스 데스크, 사무실 등
- 지하1층: 서고

## 이용 안내
이용 시간
- 평일/주말 09:00~18:00 (단, 수요일 09:00~21:00)

휴관일
- 매월 첫번째, 세번째 월요일
- 법정공휴일